# ارینا کراش
ارینا کراش (به اوکراینی: Ірина Круш)، (به روسی: Ири́на Круш)؛ زادهٔ ۲۴ دسامبر ۱۹۸۳ یک استادبزرگ شطرنج اهل ایالات متحده آمریکا است، کسی که هفت‌بار مسابقات قهرمانی شطرنج زنان ایالات متحده را برنده شده است.

## زندگی شخصی
ارینا کراش در سال ۲۰۰۶ در دانشگاه نیویورک فارغ التحصیل در روابط بین‌الملل شد.